# Ballerine (film)
Pour les articles homonymes, voir Ballerine.
Pour plus de détails, voir Fiche technique et Distribution.
Ballerine est un film dramatique italien réalisé par Gustav Machatý et sorti en 1936.

## Synopsis
Fanny est une jeune ballerine qui a grandi pendant de nombreuses années avec son maître de ballet, son mentor et son père adoptif. À la mort du maestro Ronchetti, Fanny est engagée dans un nouveau spectacle avec la célèbre ballerine Sandri. Cette dernière, à cause de ses caprices de diva, perdra le rôle et mettra prématurément fin à sa carrière en se retrouvant femme entretenue d'un très riche industriel séjournant dans un hôtel luxueux. Fanny connaît un succès retentissant et se fiance avec Mario, un jeune journaliste, et va donc accepter ses exigences en l'épousant au plus vite, au prix de l'abandon de sa profession. Finalement, Fanny préférera suivre ses rêves et embrassera sans réserve la carrière de danseuse pour laquelle elle a travaillé toute sa vie, rejetant un amour qui n'exigeait que des renoncements.

## Fiche technique
- Titre original italien : Ballerine[1]
- Réalisateur : Gustav Machatý
- Scénario : Leo Bomba, Rudolf Joseph, Giuseppe Adami
- Photographie : Václav Vích
- Montage : Vincenzo Sorelli
- Musique : Annibale Bizzelli (it)
- Décors : Virgilio Marchi (it), Enrico Verdozzi (it)
- Costumes : John Guida
- Société de production : Anonima Film Internazionali
- Pays de production :  Royaume d'Italie
- Langue originale : italien
- Format : Noir et blanc - 1,37:1 - Son mono - 35 mm
- Durée : 77 minutes
- Genre : Drame
- Dates de sortie :
  - Royaume d'Italie : 16 août 1936 (Mostra de Venise 1936)

## Distribution
- Silvana Jachino : Fanny
- María Denis : Gina
- Antonio Centa : Mario Verandi
- Olivia Fried Piera
- Marie Ray : Mme Alexa
- Laura Nucci : la Sandri
- Giorgio Bianchi : pianiste
- Livio Pavanelli : industriel
- Carlo Fontana : Palesi
- Fausto Guerzoni : Prandi
- Nicola Maldacea : agent théâtral
- Gemma Bolognesi : danseuse
- Nino Marchetti : régisseur de plateau
- Gino Viotti : maestro Ronchetti
- Oreste Bilancia : Leone, le serveur de l'hôtel
- Marina Scialiapin : danseuse